# Rollhockey Club Wimmis
Le Rollhockey Club Wimmis est un club de rink hockey de la ville de Wimmis en Suisse. Il est fondé le 27 septembre 1975. En 2000, le club organise le Championnat d'Europe.

## Palmarès
- 1 Ligue suisse (2007)
- 3 Coupes suisses (1988, 1996, 2005)

### Source de la traduction
- (ca) Cet article est partiellement ou en totalité issu de l’article de Wikipédia en catalan intitulé « Rollhockey Club Wimmis » (voir la liste des auteurs).